# Walter Faßbender
Walter Faßbender (* 1916; † 9. Januar 1972) war ein deutscher Versicherungsunternehmer.

## Leben
Walter Faßbender studierte Rechtswissenschaften und wurde 1941 an der Universität zu Köln mit der Arbeit Die Zahl als Warenzeichen zum Dr. iur. promoviert. Er trat zusammen mit seinem Bruder Hans Heinrich Faßbender in das von seinem Vater Heinrich Faßbender 1935 gegründete Familienunternehmen Deutsche Auto-Rechtsschutz-AG (DARAG) ein und wurde einer der Hauptaktionäre. 1948 wandelte er das Unternehmen in die Arag Allgemeine Rechtsschutz-Versicherungs-AG um und erweiterte die Rechtsschutzidee auf weitere Bereiche des Rechtslebens im In- und Ausland. 1962 gründete er die erste Arag-Gesellschaft in den Niederlanden. Den deutschen Kunden wurden über das Versicherungssystem von Fachanwälten neue Geschäftsbeziehungen im Ausland ermöglicht. Er initiierte die Übernahme des Kompositversicherers Terra Allgemeine Versicherungs-AG in Saarbrücken. 1965 verlegte er den Firmensitz der Arag nach Düsseldorf. Aus der 1965 erworbenen Beteiligung an der Gisela Allgemeine Lebensversicherungs- und Aussteuer-Versicherungs-AG wurde nach seinem Tode 1981 die ARAG Lebensversicherungs-AG. Sein Bruder Hans Heinrich Faßbender wurde 1972 Hauptaktionär. Der Sohn von Walter, Paul-Otto Faßbender, ist seit 1998 Hauptaktionär der ARAG-Versicherungskonzerns.
1959 wurde er von Kardinal-Großmeister Nicola Kardinal Canali zum Ritter des Ritterordens vom Heiligen Grab zu Jerusalem ernannt und am 26. September 1959 im Fuldaer Dom durch Erzbischof Lorenz Jaeger, Großprior des Ordens, und Friedrich August von der Heydte, Statthalter in Deutschland, investiert. Er war zuletzt Großoffizier des Ordens. 
Seit 1937 war er Mitglied der katholischen Studentenverbindung KDStV Ripuaria Bonn.